# Lucilo Varejão Filho
Lucilo da Silva Rego Varejão (Recife, 12 de novembro de 1921 — 24 de setembro de 2010), conhecido por Lucilo Varejão Filho, foi um professor, ensaísta e poeta brasileiro.
Filho do também escritor e teatrólogo Lucilo Varejão, adaptou seu nome para Lucilo Varejão Filho.

## Professor
Professor de várias escolas do Recife, entre elas o Ginásio Pernambucano (catedrático de língua francesa), foi também professor universitário, titular de língua e literatura francesa do Departamento de Letras da Universidade Federal de Pernambuco, com curso de especialização em Literatura francesa em Sorbonne, Paris.
Foi um dos fundadores da Aliança Francesa em Pernambuco, denominada Associação de Cultura Franco-Brasileira do Recife, sendo seu Presidente de honra.

## Atividade literária
Membro da Academia Pernambucana de Letras (APL), ocupou a cadeira número 2. Eleito em 1966, só veio tomar posse em 1971.
Membro fundador da seção Pernambuco da União Brasileira de Escritores, tendo feito parte de sua primeira diretoria.
Como tarefa importante para a literatura pernambucana, encampada pela APL, tomou para si a incumbência de reeditar romances históricos, de preciosa raridade. O trabalho, denominado Os velhos mestres do romance pernambucano, pretende reeditar romances do século XIX e início do século XX. Entre esses romances já estão editados:
- Morbus, de Faria Neves Sobrinho;
- Passionário e Regina, de Teotônio Freire;
- A emparedada da Rua Nova, de Carneiro Vilela;
- O claustro, de Manoel Arão de Oliveira Campos.

## Livros publicados
- A imagem de pedra[nota 1]
- Poésie et liberté[5]
- A sombra da velha casa
- Os velhos mestres
- Quelques mots pour saluer[5]

### Discursos
- Louvação dos mestres que chegam
- Para que serve um professor de grego?